# Schloss Poppendorf

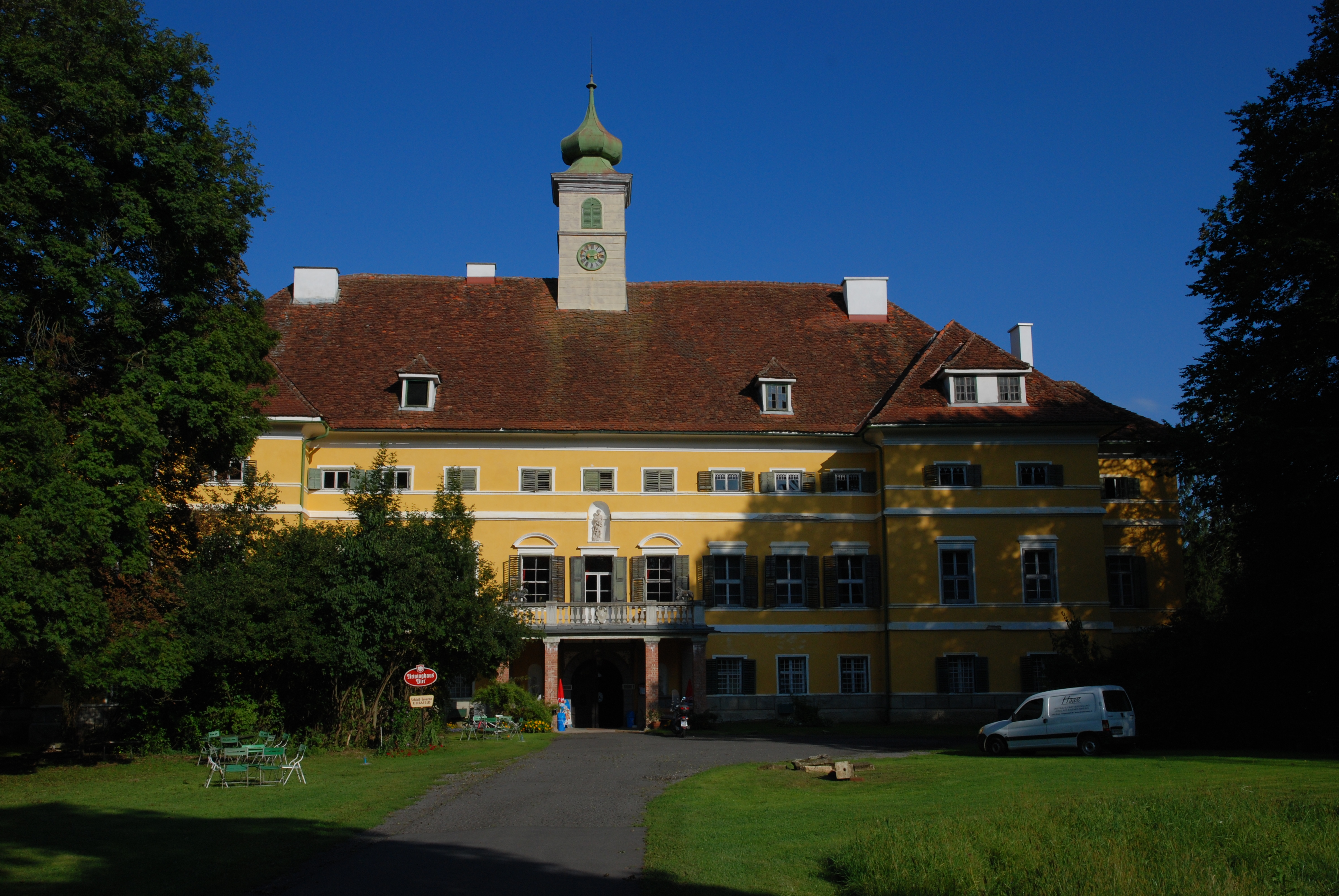
Schloss Poppendorf

Schloss Poppendorf befindet sich in Poppendorf, Gemeinde Gnas, Bezirk Südoststeiermark im Südosten der Steiermark in Österreich.

## Lage
Das Schloss liegt auf einer kleinen Anhöhe in 320 m Seehöhe über dem (ehemals sumpfigen) Poppendorfer Tal.

## Geschichte
Die Anfänge des mehrfach veränderten Schlosses reichen bis zu einer Burg im 13. Jahrhundert zurück. Namensgebend war ein gewisser Leutold von Poppendorf, ein Lehensmann der Herren von Wildon. Mit Ulrich von Poppendorf starb 1386 der Letzte seiner Familie, die mit den Fürstenfeldern und Preßnitzern verwandt waren. Danach erhielt Poppendorf den landesfürstlichen Status. Die Herrschaft wechselte in der Folgezeit oftmals den Eigentümer.
1420 kaufte Ulrich Pesnitzer das Schloss, das noch 1468 seinem gleichnamigen Enkel gehörte.
Allmählich bauten seine Besitzer das „Haus zu Poppendorf“ zu einem Schloss aus. 1605 wurde es während der Ungarneinfälle schwer beschädigt.
1667 begann Ferdinand von Offenheim mit dem vollständigen Neubau des Schlosses, der 1676 von Georg Mersperg vollendet und 1720 um eine frei stehende Kapelle erweitert wurde. Nach mehrmaligem Besitzerwechsel verfiel Schloss Poppendorf im 19. und frühen 20. Jahrhundert, bis es 1926, vor dem völligen Verfall, renoviert und restauriert wurde. Ab 1950 erfolgte die Parzellierung des Gutes und der Verkauf der Grundstücke. Heute beherbergt Schloss Poppendorf ein Restaurant und ist ein Ort für Ausstellungen und Veranstaltungen. Es fanden hier mehrmals die Malerklausuren statt, veranstaltet von Josef Fink mit dem Kulturzentrum bei den Minoriten in Graz. Es befindet sich in Privatbesitz.
1971 fand auf den Schlossgründen das bedeutende Musikfestival Popendorf 71 statt.